# Arussaare
Arussaare is een dorp in de Estlandse gemeente Põhja-Sakala, gelegen in de provincie Viljandimaa.
Tot in oktober 2017 behoorde het dorp tot de gemeente Kõo. In die maand ging Kõo op in de fusiegemeente Põhja-Sakala.

## Bevolking
Het dorp had 51 inwoners op 31 december 2011 en 48 inwoners op 31 december 2021.

## Ligging
De Tugimaantee 38, de secundaire weg van Põltsamaa naar Võhma, komt door Arussaare. Op de grens van de dorpen Arussaare en Maalasti komt de rivier Räpu uit op de rivier Navesti en op de grens van de dorpen Arussaare en Saviaugu komt de rivier Arussaare ook uit op de Navesti.
Het dorp bezit een orthodoxe kerk die gebouwd werd in 1873. De kerk behoort tot de Estische Apostolisch-Orthodoxe Kerk.